# (877) Valquiria
(877) Valquiria es un asteroide perteneciente al cinturón de asteroides descubierto el 13 de septiembre de 1915 por Grigori Nikoláievich Neúimin desde el observatorio de Simeiz en Crimea.
Está nombrado por las valquirias, personajes de la mitología nórdica.